# Palazzo Salvadori Tiepolo

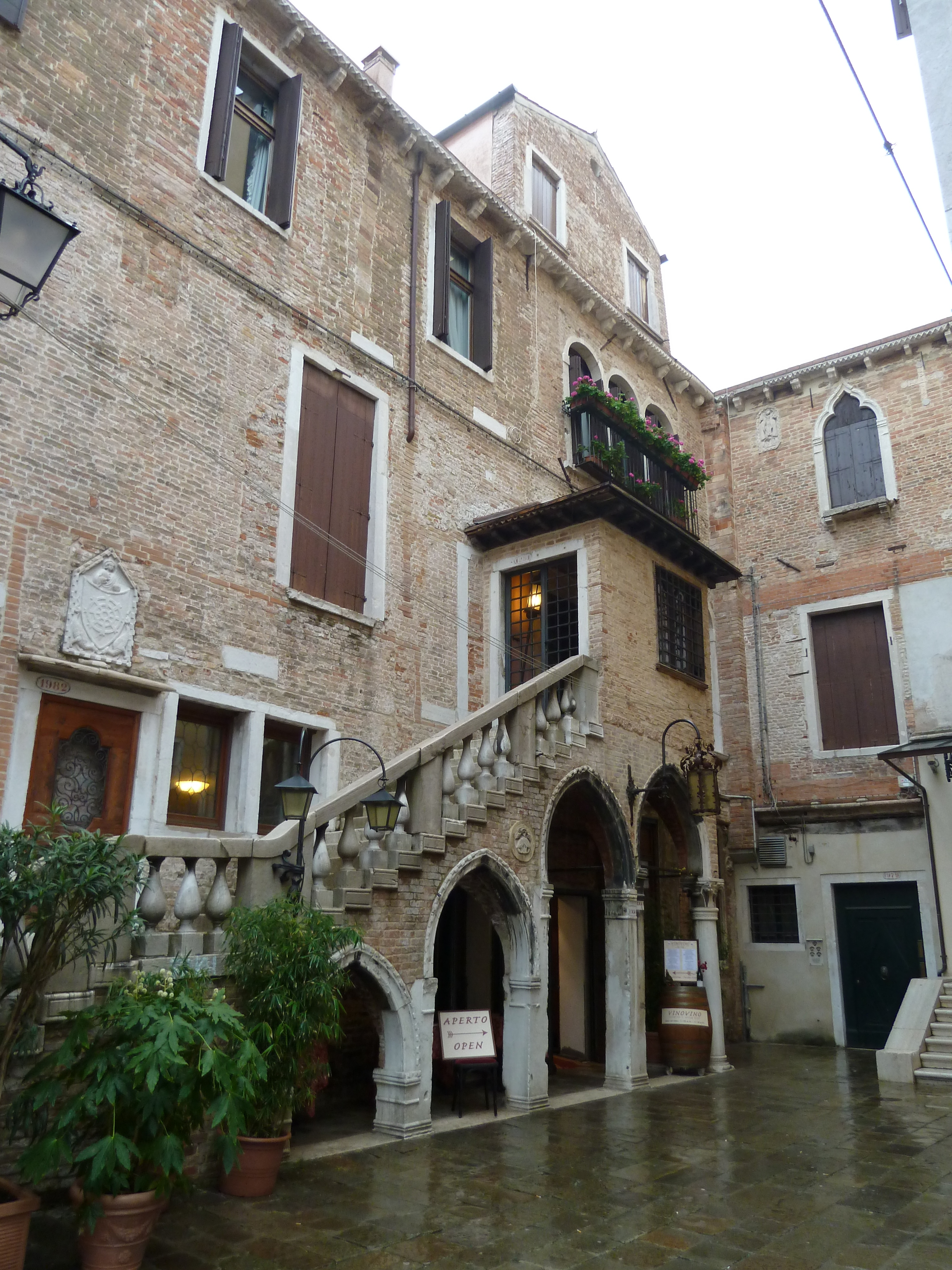
Palazzo Salvadori Tiepolo

Palazzo Salvadori Tiepolo ist ein Palast in Venedig in der italienischen Region Venetien. Er liegt im Sestiere San Marco zwischen dem Campo San Fantin, dem Corte San Gaetano und dem Rio dei Barcaroli.

## Geschichte
Der Palast wurde Ende des 14. Jahrhunderts von Daniele del fu Giovanni Salvador entworfen und um 1400 fertiggestellt.
Giuseppe Tassini schrieb unter dem Titel „Palazzo Tiepolo, campo San Fantino“:

„Mit einer kleinen, Spitzbogenfassade zum Rio dei Barcaroli hin ausgestattet entstand er im 15. Jahrhundert dank der Salvador (...) Wiederum sah ich im Hof einen schönen Brunnen in rotem Marmor mit dem Wappen der Salvador. Dieser Palast fiel, in vielen Teilen bis zur Unkenntlichkeit umgebaut, nach anderen Eigentümern an einen Zweig der Familie Tiepolo, der daher „von San Fantino“ genannt und zu Beginn dieses Jahrhunderts vom Glück verlassen wurde; er starb mit einem gewissen Girolamo q. Almorò aus.“

Und immer noch über denselben Familienzweig:

„Die Familie Salvador, die aus der Toskana stammte, durch Handel nicht wenige Reichtümer erwarb, Gebäude in den Gemeinden S. Fantino und dell’Angelo Raffaele besaß, 1427 einen Daniele Guardino Grande der Bruderschaft San Maria della Carità hervorbrachte und durch Heirat vertragliche Bindungen mit den bekanntesten Patrizierfamilie von Venedig, wie den Baffos, den Barbarigos, den Bembos, den Contarinis, den Dandolos, den Michiels und den Morosinis, schloss, (...).“

Heute wird das Gebäude „Palazzo Salvadori Tiepolo“ genannt und hat die Hausnummer 1979–1982 und 1997 des Corte San Gaetano und des Campo San Fantin. Der großartige Brunnen aus rotem Stein aus Verona wurde in den 1880er-Jahren verkauft und so bleibt uns davon nur die Beschreibung von Tassini (s. o.) und eine Zeichnung aus dem 18. Jahrhundert von Giovanni Grevembroch in der Bibliothek des Museo Correr.
In der zweiten Hälfte des 15. Jahrhunderts fiel der Palast über Chiara del fu Giovanni Salvador an die Familie Baffo und von dieser über mehrere Stufen an die Tiepolos, die in bis in die frühen 1800er-Jahre behielten.
Der Palast wurde zwischen 1394 und 1400 von Daniele del fu Giovanni Salvador errichtet. Tatsächlich lebte er am 22. Juni 1394 noch nicht darin (er lebte in San Salvador), dagegen lebte er dort im Jahre 1400, als seine Tochter Madaluzza den Adligen Luca Dandolo heiratete. Viele Gelehrte haben sich für diesen Palast interessiert und die fundierteste Forschung darüber stammt von Giorgio Bellavitis. Oft wird dieser Palast in der Literatur mit dem Palazzo Molin a San Fantin verwechselt, mit dem er gar nichts zu tun hat. Die Hauptfassade zeigt zum Rio dei Barcaroli und man kann sie am besten vom Ponte della piscina di Frezzeria aus bewundern.